# Longyang (köping i Kina, Shandong)
Longyang (kinesiska: 龙阳镇, 龙阳) är en köping i Kina. Den ligger i provinsen Shandong, i den östra delen av landet, omkring 170 kilometer söder om provinshuvudstaden Jinan. Antalet invånare är 65634. Befolkningen består av 31 412 kvinnor och 34 222 män. Barn under 15 år utgör 14,0 %, vuxna 15-64 år 74 %, och äldre över 65 år 10,0 %.
Genomsnittlig årsnederbörd är 828 millimeter. Den regnigaste månaden är juli, med i genomsnitt 252 mm nederbörd, och den torraste är januari, med 4 mm nederbörd.